# Rosenberg-Weiher
Der Rosenberg-Weiher (tschechisch Rybník Rožmberk) ist ein Teich im Süden Tschechiens. Er liegt in der Třeboňská pánev zwischen Třeboň (Wittingau) und Lužnice (Luschnitz). Der größte erhaltene Teich in Tschechien wird auch Südböhmisches Meer genannt. Die ursprüngliche Größe von 1.060 Hektar wurde bis auf derzeit 489 Hektar reduziert.
Den Teich legte der Rosenberger Deichbauer Jakob Krčín von Jelčany in den Jahren 1585 bis 1589 an. 800 Arbeiter waren an dem Bau beteiligt, 750 000 m³ Erdreich wurden bewegt. Der Damm ist 2.430 Meter lang, bis zu 9,8 Meter hoch und am Fuß 51 Meter breit. Die Breite der Dammkrone, die mit bis zu 400 Jahre alten Eichen bewachsen ist, erreicht 13,5 Meter. Das Fassungsvermögen beträgt 6,2 Millionen Kubikmeter. Gespeist wird der Rosenbergweiher durch den Fluss Lainsitz (tschechisch Lužnice) und den Goldenen Kanal. Zum Schutz des Teiches vor Flutwassern legte Krčín oberhalb des Weihers den Kanal Nová řeka an, der das Wasser der Lainsitz in die Nežárka leitet.
Im Rosenberg-Weiher wird immer noch Teichwirtschaft betrieben. Da der Teich aber nicht gedüngt werden darf, um die Wasserqualität der Lainsitz nicht zu beeinträchtigen, ist er nicht sehr ertragreich und wird nur alle zwei Jahre abgefischt. Unter dem Damm steht seit 1922 ein kleines Wasserkraftwerk mit zwei Francis-Turbinen und einer Leistung von 260 kW. Die wichtigste Funktion erfüllt der Teich als Überschwemmungsgebiet im Hochwasserschutz: Schon der Bau war vermutlich eine Reaktion auf ein großes Hochwasser, das am 20. August 1544 von Südböhmen aus Prag erreichte. Die Schutzfunktion bewährte sich unter anderem bei verheerenden Überschwemmungen in den Jahren 1890 und 2002. Während des Hochwassers 2002 fasste er bis zu 75 Millionen Kubikmeter Wasser und breitete sich auf eine Fläche von 2.300 Hektar aus.
Das Zuflussgebiet der Lainsitz in den Teich wurde während der letzten Jahrhunderte durch kontinuierliche Sedimentation zu einem kleinen Flussdelta geformt. Das Litoral ist mit ausgedehnten Feuchtwiesen bestanden und ein wichtiges Ruhegebiet für Zugvögel. Seit 1994 steht das Gebiet auf 190,50 Hektar als Naturreservat Výtopa Rožmberka unter Naturschutz.